# Sumprunkare
Sumprunkare (från "sump" och "runka") var förr en yrkesbeteckning för personer som cirkulerade vattnet i fisksumpar eller båtar försedda med sump genom att hålla dessa i vaggning för att syrerikare vatten skulle strömma in i sumpen så att fiskfångsten hölls vid liv. Det var ett hårt arbete, eftersom sumparna måste hållas i rörelse dygnet om. För att underlätta arbetet hängde man ett rep på en från masten utgående stång, och i repets andra ända fästes en tung sten. Sumprunkaren höll stenen i ständig, pendelformig rörelse, så att båten rullade från sida till sida. Vintertid i Stockholm kunde man få färsk fisk i butikerna på Karl Johans torg på båda sidor om Söderström, där den förvarades i stora sumpar.
Sumprunkarna räknades till sjåareklassen och hade lågt anseende.
Ordet sumprunkare kan användas nedsättande som ett skällsord.